# استان زونگولداغ
زونگولداغ (به ترکی استانبولی: Zonguldak؛ به ترکی عثمانی: زونغولداق) نام یکی از استان‌های ترکیه است که مرکز آن هم شهر زونگولداغ است.

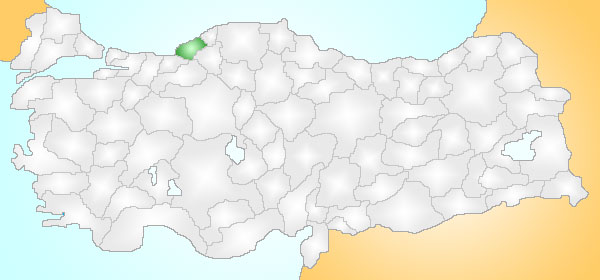
محل استان زنگولداغ در نقشهٔ ترکیه